# Encore (The Specials)
Encore è un album in studio del gruppo musicale britannico The Specials, pubblicato nel 2019.
Si tratta del primo disco del gruppo contenente materiale originale dal 1998.

## Tracce
1. Black Skin Blue Eyed Boys (Eddy Grant) - 3:17
2. B.L.M (Terry Hall, Horace Panter, Lynval Golding, Nikolaj Torp Larsen) - 5:05
3. Vote for Me (Terry Hall, Horace Panter, Lynval Golding, Nikolaj Torp Larsen) - 5:01
4. The Lunatics (Neville Staple, Hall, Golding) - 3:35
5. Breaking Point (Terry Hall, Horace Panter, Lynval Golding, Nikolaj Torp Larsen) - 3:56
6. Blam Blam Fever (Earl Grant, V. E. Grant) - 2:46
7. 10 Commandments (Hall, Panter, Golding, Torp Larsen, Saffiyah Khan) - 3:53
8. Embarassed by You (Hall, Panter, Golding, Torp Larsen, Mark Adams) - 3:05
9. The Life And Times (Of a Man Called Depression) (Terry Hall, Horace Panter, Lynval Golding, Nikolaj Torp Larsen) - 5:27
10. We Sell Hope (Terry Hall, Horace Panter, Lynval Golding, Nikolaj Torp Larsen) - 4:34

## Edizione Deluxe
L'Edizione Deluxe del disco include un secondo disco di registrazioni dal vivo:

1. Gangsters (Horace Panter, Jerry Dammers, John Bradbury, Lynval Golding, Neville Staple, Rod Byers, Terry Hall) - 3:13
2. A Message to You, Rudy (Robert Thompson) - 2:51
3. Nite Klub (Horace Panter, Jerry Dammers, John Bradbury, Lynval Golding, Neville Staple, Rod Byers, Terry Hall) - 4:49
4. Friday Night, Saturday Morning (Terry Hall) - 3:16
5. Stereotype (Jerry Dammers) - 4:42
6. Redemption Song (Bob Marley) - 3:53
7. Monkey Man (Toots Hibbert) - 2:38
8. Too Much Too Young (Jerry Dammers) - 2:04
9. Enjoy Yourself (It's Later Than You Think) (Carl Sigman, Herb Magidson) - 3:33
10. Ghost Town (Jerry Dammers) - 5:40
11. All The Time In The World (Hal David, John Barry) - 3:25

## Formazione
The Specials
- Terry Hall - voce
- Lynval Golding - voce, chitarra
- Horace Panter - basso

Ospiti
- Nikolaj Torp Larsen - tastiera, voce
- Steve Cradock - chitarra
- Kenrick Rowe - batteria
- Tim Smart - trombone, tuba
- Pablo Mendelssohn - tromba
- Saffiyah Khan - voce (in 10 Commandments)

String Quartet
- Ian Burdge - violonccello
- Bruce White - viola
- Oli Langford - violino
- Tom Pigott-Smith - violino